# Кабілія

Кабілія

Кабілія (фр. Kabylie, бербер.: Tamurt n Leqbayel) — історико-географічна область, розташована на півночі сучасного Алжиру. Включає частину Атлаських гір і виходить до середземноморського узбережжя.
Хоча свою назву Кабілія отримала від народності кабіли, даний народ проживає і в багатьох інших регіонах Алжиру, 25 % кабілів живуть в столичному регіоні.